# Рамонов, Сослан Людвикович
Сосла́н Лю́двикович Рамо́нов (осет. Рæмонты Людвичы фырт Сослан, род. 1 января 1991, Цхинвал, Юго-Осетинская АО, Грузинская ССР, СССР) — российский борец вольного стиля осетинского происхождения, чемпион Олимпийских игр 2016 в весе до 65 кг, чемпион и призёр чемпионатов России и мира, обладатель Кубков европейских наций, призёр Кубков мира. Капитан Вооружённых сил Российской Федерации.

## Спортивная карьера
Родился 1 января 1991 года в Цхинвале. На межрегиональных соревнованиях выступает за  РСО — Аланию и Московскую область и ЦСКА. Главный тренер — Заслуженный тренер России Анатолий Маргиев. Свой первый крупный всероссийский турнир Сослан выиграл в возрасте 15 лет. В возрасте 25 лет в финале Олимпиады в Рио в категории до 65 кг выиграл у борца из Азербайджана Тогрула Аскерова. В июне 2022 года заявил о завершении спортивной карьеры.

## Спортивные достижения
- Олимпийский чемпион (2016);
- Чемпион мира (2014);
- Бронзовый призёр чемпионата мира (2015);
- Двукратный чемпион России (2014, 2016);
- Двукратный вице-чемпион России (2013, 2015);
- Бронзовый призёр чемпионата России (2012);
- Двукратный серебряный призёр Кубка мира (2013, 2014);
- Трёхкратный победитель Кубка Европейских наций (2011, 2012, 2013)
- Серебряный призёр Кубка Рамзана Кадырова (2012);
- Двукратный победитель международного турнира «Вацлав Циолковский» (2011, 2014);
- Бронзовый призёр международного турнира «Вацлав Циолковский» (2015);
- Победитель всероссийского турнира памяти Шевалье Нусуева (2013,2015,2017);
- Победитель всероссийского турнира на призы Сослана Андиева (2007);
- Серебряный призёр международного турнира «Гран-при Киев» (2009);
- Двукратный чемпион Европы среди кадетов (2007, 2008). Чемпион мира среди военнослужащих 2017 года.

## Награды
- Орден Дружбы (25 августа 2016 года) — за высокие спортивные достижения на Играх XXXI Олимпиады 2016 года в городе Рио-де-Жанейро (Бразилия), проявленные волю к победе и целеутремлённость[4].
- Медаль «За воинскую доблесть» II степени (2016)[5].